# Галиат
Галиа́т (осет. Гæлиатæ) — село в Ирафском районе республики Северная Осетия-Алания. Входит в состав Галиатского сельского поселения. 

## География
Расположено в юго-восточной части Ирафского района, по обоим берегам речки Комидон. Находится в высокогорной местности (в Уаллагкоме), в 48 км к юго-востоку от районного центра — Чикола и в 115 км к юго-западу от Владикавказа. 

## История
В 1614 году во время вторжения Шаха Аббаса в Осетию, его войско осадило Галиат.
По имеющимся архивным данным, в 1864 году в селе был 61 двор, а его население составляло 429 человек и на 1914 год увеличилось до 1708 человек, что делало Галиат самым крупным горным поселением Осетии. После прихода в село советской власти значительная часть его жителей переселилась на равнины, где им выделили земельные наделы.
Современный Галиат представляет собой в основном полуразрушенный средневековый архитектурный комплекс. Селение отстраивалось в XIII — XVIII веках и состояло из традиционных осетинских жилых усадеб «ганахов», которые входили в комплекс замков «галуанов», включавших в себя сторожевые и жилые башни, хозяйственные и ремесленные постройки. Сохранилось несколько таких усадеб: сторожевая башня, ганах и усадьба Цараевых-Кодоевых, усадьбы Езеевых, Балаовых, Годизовых и Гасиновых, усадьбы восточного, северного и центрального кварталов. 
Исторические условия XIII — XVIII веков приводили к необходимости строительства укреплённых усадеб. Горный ландшафт подразумевает строительство усадьбы вертикальной планировки ярусами, многоуровневость строений при минимуме площади фундамента: крыша одного дома служила двором для другого. Горные усадьбы являлись фамильными и отражали социальные отношения, сложившиеся в эпоху развитого средневековья и начала нового времени.

Сохранилось несколько целых и полуразрушенных башен, принадлежавших определённым родовым семьям. Типичная осетинская оборонительная башня состояла из четырех этажей: первый этаж предназначался для скота, второй и третий отводились под жилой отсек, четвертый служил для обороны. В неспокойные времена члены семьи поочередно несли вахту и контролировали из бойниц все подступы к башне. 
Другой достопримечательностью Галиата являются нерасшифрованные петроглифы.
В эпоху Позднего Средневековья Галиат слыл богатым селением. Здесь были сосредоточены крупные ремесленные мастерские, а местная знать торговала скотом. Через Уаллагкомское ущелье, где расположен Галиат, пролегал Шелковый путь. Вокруг Галиата, на отрогах хребта, расположены несколько культовых комплексов.
Галиат имеет второе, неофициальное, название «„Мачу-пикчу“ Дигории», которое закрепилось за селом после выхода одноименной статьи историка Тимура Карданова.
Самым почитаемым святилищем в Галиате считается Фарон, где ежегодно во вторую субботу июля проводят праздник.

## Население
| 2002 | 2010 | 2021 |
| ---- | ---- | ---- |
| 10   | ↗18  | ↗50  |

## Достопримечательности
- Объекты культурного наследия федерального значения (архитектура)[12]:

1. Полуподземный склеп Коцоевых, средние века
2. Полуподземный склеп Балаовых, средние века
3. Культовое здание, VI в
4. Культовое здание, VI в

Архитектурный комплекс:
1. Башня сторожевая Гадзаовых
2. Башня сторожевая Кадоевых
3. Дом Годизовых, ХIV – XIX вв.
4. Склеповый могильник (двадцать две усыпальницы с цыртами) — западная окраина села, на склоне горы
5. Святилища (два) — северо-западная часть некрополя
6. Святилище «Авд дзуар»
7. Усадьба Балаовых-1, XIX в.
8. Усадьба Балаовых-2, XIV – XIX вв.
9. Усадьба Гасиновых, ХIV – XIX вв.

- Объекты культурного наследия регионального значения (архитектура)[12]

Архитектурный комплекс:
1. Сторожевая башня Гадзоевых, средние вв.
2. Святилище во имя Ильи, XII в.
3. Склеп Дзобаевых
4. Склеп Дзукаевых
5. Склеповый могильник (10 полуподземных склепов)